# Шибболет
Шибболе́т, шиббо́лет (ивр. שיבולת‎, «колос» или «течение») — выражение, использующее характерную речевую особенность, по которой можно опознать группу людей (в частности, этническую), своеобразный «речевой пароль», который неосознанно выдаёт человека, для которого язык — неродной. Способ аутентификации по культурологическому признаку. Термин происходит от библейского выражения.

## Происхождение
Это слово на иврите упоминается в русском Синодальном переводе Библии в рассказе о применении лингвистической дискриминации для опознания тех, для кого диалект является родным, во время одной из древних усобиц.
Иеффай (ок. 1370—1070 гг. до н. э.), один из судей израильских, собрав всех жителей Галаада, сразился с ефремлянами и разбил их. Немедленно после победы он велел занять все переправы через Иордан, чтобы помешать побеждённым проникнуть на свои территории и смешаться с населением:

…И перехватили Галаадитяне переправу чрез Иордан от Ефремлян, и когда кто из уцелевших Ефремлян говорил: «позвольте мне переправиться», то жители Галаадские говорили ему: не Ефремлянин ли ты? Он говорил: нет. Они говорили ему «скажи: шибболет», а он говорил: «сибболет», и не мог иначе выговорить. Тогда они, взяв его, закололи у переправы чрез Иордан. И пало в то время из Ефремлян сорок две тысячи… (Суд. 12:5-6).
В отличие от галаадского, в ефремском диалекте еврейского языка не было звука «ш», и его носители не могли точно воспроизвести слово (ср. Мф. 26:73). Буквально «шибболет» означает «поток воды» (как в Псал. 68:3-16), а «сибболет» — «бремя». Выбор слова, на самом деле, был не случайным: возможно, человеку не просто предлагали сказать одно слово, а просили сказать фразу: «Дайте я перейду реку (поток воды)», и слово «шибболет» казалось его нормальной составляющей. И человек, думая, что его просят сказать «волшебную фразу», некий код, не сосредотачивался на произнесении этого одного слова, которое отдельно он, может быть, и смог бы произнести правильно.
В своей книге «Социолингвистика» Роджер Белл отмечает, что Иеффая, таким образом, можно считать одним из первых социолингвистов-экспериментаторов.
Христиане многих веков усматривают в этой истории пророческий прообраз: никто не может войти в Землю Обетованную, если не произнесёт шибболет. Иными словами, никто не может войти сквозь небесные врата, если не признаёт Иисуса Господом.

### Переводы Библии
В церковнославянском переводе Библии это слово отсутствует и переведено словом «класъ» (то есть буквально — «колос»). Возможно, этим объясняется относительно малая распространённость этого библейского слова в русском языке. Поскольку церковнославянский перевод делался с греческой Септуагинты, а в греческом отсутствует разница между «ш» и «с», то было использовано греческое слово «синтема», то есть «условный знак».
В Вульгате же эта разница была передана: «…interrogabant eum dic ergo sebboleth quod interpretatur spica qui respondebat tebboleth». Поэтому в западноевропейские языки это слово вошло раньше, чем в русский (синодальный перевод Библии вышел лишь в 1876 году).

## В литературе

### В русской
У Пушкина в 10-й главе «Евгения Онегина» есть отрывок:

Авось, о Шиболет народный,

Тебе б я оду посвятил,

Но стихоплёт великородный

Меня уже предупредил.
Ю. М. Лотман объясняет применение здесь слова «шиболет» реминисценцией из «Дон-Жуана» Байрона (XI песнь, строфа 12, стих 2):

Juan, who did not understand a word

Of English, save their shibboleth, «God damn!»
Виктор Шкловский, русский писатель, в своём художественном романе «Zoo, или Письма не о любви» сообщает:

Библия любопытно повторяется.
Однажды разбили евреи филистимлян. Те бежали, бежали по двое, спасаясь, через реку.
Евреи поставили у брода патрули.
Филистимлянина от еврея тогда было отличить трудно: и те и другие, вероятно, были голые.
Патруль спрашивал пробегавших: «Скажи слово шабелес».
Но филистимляне не умели говорить «ш», они говорили «сабелес».
Тогда их убивали.
На Украине видал я раз мальчика-еврея. Он не мог без дрожи смотреть на кукурузу.
Рассказал мне:
Когда на Украине убивали, то часто нужно было проверить, еврей ли убиваемый.
Ему говорили: «Скажи кукуруза».
Еврей иногда говорил: «кукуружа».
Его убивали.

В русском переводе «Улисса» Джеймса Джойса для перевода искажённого автором библеизма применено слово «вшиволет».

### В английской
В английском языке применение слова shibboleth известно с XVII века, причём это слово приобрело множество дополнительных значений:
- а) библ. шибболет; б) слово, трудное для произношения, по которому узнают иностранца; особенность произношения, которая выдаёт происхождение человека; в) особенность поведения, внешнего вида, языка и т. п., которая позволяет определить принадлежность человека к определённому слою или касте людей; г) тайный пароль (какой-либо секты или организации); д) пережиток прошлого, предрассудок[10].
- а) примета для опознания; б) тайный пароль; в) (неодобрительно) ходячее словечко, избитый лозунг; г) (неодобрительно) (характерный) предрассудок; традиционное предубеждение; д) амер. модное словечко, имеющее хождение среди определённого круга людей; е) ~ амер. особенность произношения, манера одеваться, привычки, свойственные определённому кругу людей; ж) устаревшее поверье.

## «Шибболеты» на протяжении мировой истории

### Сицилия
Во время «сицилийской вечерни» 1282 года повстанцы, чтобы выявить французов, которые пытались скрыться под видом местного населения, показывали всем нут и требовали сказать, что это такое. Так как сицилийское название нута «Ciciri» было труднопроизносимым для французов, то это слово послужило проверочным словом для их выявления по произношению. Любого, кто не прошёл такую «лингвистическую» проверку, повстанцы убивали на месте.

### Фламандцы
Во время Битвы при Куртре (1302) фламандцы вылавливали французов по их неспособности выговорить «Schild en de Vriend» (Щит и друг), по другой версии — «'s Gilders vriend» (друг гильдии).

### Фризы
Во время фризского восстания (1515—1523) использовалась фраза «Bûter, brea, en griene tsiis; wa’t dat net sizze kin, is gjin oprjochte Fries» (масло, ржаной хлеб и зелёный сыр — кто не может это выговорить, не настоящий фриз). Корабли, с борта которых не могли это произнести, не впускались в порт и захватывались.

### Доминиканская республика
В 1937 году в Доминиканской республике во время так называемой петрушечной резни для того, чтобы отличить испаноязычных доминиканцев от франко-креолоязычных гаитян, подозреваемого заставляли произнести слово «perejil» (с исп. — «петрушка»). Тем, кто выговаривал его неправильно, солдаты отрубали головы мачете.

### Вторая мировая война

#### Как голландцы определяли немцев
Во время Второй мировой войны голландцы использовали название города Схевенинген (Scheveningen), так как они, в отличие от немцев, произносят «Сх», а не «Ш».

#### Как датчане определяли немцев
Датчане отличали немцев по произношению «rødgrød med fløde».

#### Как американцы определяли японцев
Американцы на тихоокеанском фронте использовали слово «lollapalooza», поскольку носители японского языка обычно произносят «л» как «р».

#### Как финны определяли русских
Финны ловили русских на произнесении «Höyryjyrä» [хёуруйуря] (паровой каток).

#### Американцы и англичане
Также во время Второй мировой войны на западном фронте английские и американские войска в качестве пароля часто использовали слова, начинающиеся с английской буквы «W», которая произносится как звук, средний между «У» и «В». В немецком языке (как, впрочем, и в русском) такого звука нет, есть только звук «В», что позволяло союзникам отличать неанглоязычных от своих.

#### Как русские вычисляли немцев
Василий Зайцев рассказывает, как во время Великой Отечественной войны по произношению различали русских и немцев:

 Проводник ушёл, мы остались на месте, притаились. Слышим сигналы проводника: «Дорога, дорога», — повторяет он. Хорошее русское слово, по нему всегда можно узнать — кто говорит, русский или немец. Немцы это слово не умеют произносить, у них получается «тарока». На этом слове проваливаются даже немецкие разведчики, переодетые в нашу форму. Как скажет «тарока», так и попался.— Зайцев В. Г. [lib.ru/MEMUARY/1939-1945/PEHOTA/snajper1.txt За Волгой земли для нас не было: Записки снайпера]. — М.: Современник, 1981. — Глава 9.

### Антисемитизм в СССР
Борис Стругацкий:

 «А ну скажи „На горе Арарат растёт красный виноград“!» — требовали у меня беспощадные личности, окружившие и стиснувшие меня. «А ну скажи „кукуруза“!!!» — вопили они, нехорошо ухмыляясь, подталкивая друг друга локтями и аж подпрыгивая в ожидании развлечения…
Я ничего не понимал. Было ясно, что тут какой-то подвох, но я не понимал, какой именно. Я просто не знал ещё тогда, что ни один еврей не способен правильно произнести букву «р», он обязательно отвратительно скартавит и скажет кукугуза. Я же воображал, помнится, что едва я, дурак, скажу кукуруза, как мне тут же с торжеством завопят что-нибудь вроде: «А вот тебе в пузо!!!» — и радостно врежут в поддых. «А ну скажи!!! — наседали на меня. — Ага, боится!.. А ну говори!..»

Я сказал им про Арарат. Наступила относительная тишина. На лицах истязателей моих явственно проступило недоумение. «А ну скажи „кукуруза“…» Я собрался с духом и сказал. «Кукугуза…» — неуверенно скартавил кто-то, но прозвучало это неубедительно: было уже ясно, что удовольствие я людям каким-то образом испортил.— Стругацкий Борис Натанович. Больной вопрос (бесполезные заметки).

### Армянский погром в Баку
Во время армянского погрома в Баку в 1990 году погромщики останавливали автобусы и автомобили, допытываясь, нет ли среди пассажиров армян. Чтобы отыскать армянина, они заставляли всех произносить слово «фундук» по-азербайджански. Считалось, что армяне не умеют правильно произнести начальный звук «ф», говоря вместо него «п». Так, по-азербайджански слово звучит как «фындыг», в то время как по-армянски — «пындыг».

### Как украинцы определяют русских и русские украинцев
С XX века украинцы используют в качестве шибболета по отношению к россиянам слово «паляни́ця» (читается [паляны́ця], небольшой каравай пшеничного хлеба). При кажущейся простоте слова человек, привыкший к фонетике и алфавиту русского языка, автоматически выговаривает его с заметным для украинского уха акцентом (обычно произнося [паляни́ца]), причём независимо от того, прочёл ли он его или пытается воспроизвести со слуха. В то же время с началом боевых действий в 2022 году русские для идентификации украинцев начали использовать слово Сыктывкар.

### Аристократия в Великобритании
В британском английском имеется множество маркеров аристократического социального происхождения, называемых U English.

## В названиях произведений
- Жак Деррида. «Шибболет — для Пауля Целана».
- Дж. Р. Р. Толкин. «Шибболет Феанора» (англ. The Shibboleth of Fëanor): заметки об изменении произношения звука «th» на «s».
- Альберт Зеличёнок. «Скажи „Шибболет“» .(лауреат премии «Малый Зилант»)
- Александр Генис. «Шибболет». Новая Газета, выпуск № 139 от 7 декабря 2012 года.